# Mike Hazlewood
Michael Edward Hazlewood  (24 de diciembre de 1941-6 de mayo de 2001) fue un cantautor y compositor británico. Trabajó de diversas formas con Albert Hammond, T-Bone Burnett, Van Dyke Parks y Harry Nilsson . 

## Biografía
Educado en Hazelwick School, en Crawley, West Sussex, Hazlewood comenzó su carrera como DJ en la emisora Radio Luxembourg a principios de la década de 1960. 
En 1966, fundó el grupo Family Dogg con Albert Hammond y Steve Rowland. A menudo escribía canciones en colaboración con Hammond como "Green Green Trees" o " Little Arrows " para Leapy Lee, y " Gimme Dat Ding " para The Pipkins. Escribió "The Air That I Breathe" para el álbum en solitario de Phil Everly de 1973 Star Spangled Springer . La canción fue posteriormente un gran éxito en la versión de The Hollies .
De colaboración entre Hazlewood y Albert Hammond surgieron canciones como "It Never Rains in Southern California"  y "The Free Electric Band", que impulsarían la carrera como solista de este último.
Hazlewood y Hammond también escribieron la exitosa canción internacional "Make Me an Island" para el cantante irlandés Joe Dolan en 1969, así como sus siguientes sencillos, "Teresa"  y "You're Such a Good Looking Woman". Hazlewood también escribió la canción "Southern Lady", que fue grabada por Rita Coolidge .
A finales de la década de 1980, Hazlewood tenía los derechos teatrales de la novela Mr. Pye de Mervyn Peake y completó una versión musical del libro en colaboración con Howard Lee Sloan.
Hazlewood y Hammond también están acreditados como coautores de la canción de Radiohead de 1992, " Creep ". Debido a las similitudes con "The Air That I Breathe", la banda fue demandada con éxito por plagio.  "Creep" usó una progresión de acordes tomada de "The Air That I Breathe" en su verso, y una melodía de este último en el puente que sigue al segundo coro.
El 6 de mayo de 2001, Hazlewood murió a los 59 años de un infarto, durante sus vacaciones en Florencia, Italia.